# Náhrdelníková aféra
Náhrdelníková aféra byla aférou ohledně údajné koupě velice drahého diamantového náhrdelníku francouzskou královnou Marií Antoinettou v době počátku velké francouzské revoluce. Francie trpěla hospodářskou krizí, byl nedostatek peněz. Francouzský lid si žádal změnu, neboť vinil ze svého neštěstí hýřivou, rozhazovačnou šlechtu a aristokraty. Nejviditelnějším předmětem této nevole byla královna Marie Antoinetta, jež utrácela astronomické sumy za nákup luxusních šatů, šperků, pompézních účesů a různých pochoutek. Z tohoto důvodu se lid vzbouřil proti vládě krále Ludvíka XVI i jeho manželce. Cena náhrdelníku byla tak vysoká, že by dokázala zruinovat státní pokladnu. Přestože se jednalo pouze o intriky hraběnky Jeanne de la Motte a Marie Antoinetta ve skutečnosti náhrdelník nikdy nezakoupila, spustila tato událost vlnu protestů a nenávisti vůči královně mezi francouzským lidem. Dle něj mohla královnina marnotratnost za krach pokladny a chudobu poddaných ve Francii.

## Historie aféry

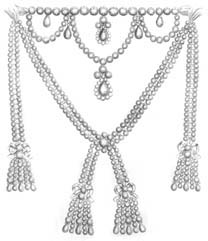
Náhrdelník Marie Antoinetty

### Výroba a prodej náhrdelníku
Původně byl určen pro metresu krále Ludvíka XV. madame du Barry. Král si své milenky natolik vážil, že pro ni nechal vyrobit náhrdelník u klenotnické firmy Böhmer-Bassenge. Bohužel náhle onemocněl neštovicemi, zemřel, a proto nemohl náhrdelník zaplatit. Šperk měl podobu dvou řetězů posázených pěti sty čtyřiceti mimořádně čirými drahými diamanty, z nichž visely kameny hruškovitého tvaru obklopené trsy drahokamů o celkové hmotnosti 2 800 karátů. Jeho tehdejší cena činila 1 600 000 livrů, což je v přepočtu přibližně 74 milionů Kč.
Charles Böhmer a jeho společník Paul Bassenge na šperku pracovali přes 4 roky. Madame du Barry byla po smrti Ludvíka XV. ode dvora vyhnána, odešla do ústraní a šperk nemohla získat. Klenotníci nepochybovali, že náhrdelník prodají královně Marii Antoinettě, jež byla pověstná svou zálibou v luxusu, drahých šatech a špercích. Neočekávali, že královna odmítne, protože jí hrdost nedovolí obléknout šperk určený jiné ženě, a nadto kurtizáně. Oba klenotníci propadli zoufalství, neboť na koupi diamantů si vypůjčili mnoho peněz, které bylo třeba splatit. Rozebrat šperk a rozprodat jednotlivé diamanty nepřicházelo v úvahu – jejich kupní cena by byla nižší než prodejní a obchod by se jim nevyplatil.

### Aktéři
Hraběnka de la Motte zatoužila vlastnit drahý náhrdelník, nikoliv za účelem nosit jej, nýbrž aby rozprodala diamanty a rychle zbohatla. Klenotník Charles Böhmer se domníval, že hraběnka je věrnou přítelkyní královny a že by dokázala královnu přemluvit ke koupi, čehož Jeanne de la Motte využila.
Dále do aféry vstoupil francouzský diplomat a kardinál Louis de Rohan. Neměl Marii Antoinettu ani její matku císařovnu rád. Za jejího života rozhlašoval u vídeňského dvora, že královna má pletky s hrabětem d'Artois, a dokonce uvedl pikantní podrobnosti jejich údajného poměru. Od té doby jej královna nenáviděla, přičemž kardinál se snažil všemožně získat její náklonnost zpět a údajně se i stát jejím milencem. Jeho tužeb využila Jeanne de la Motte a poradila kardinálovi, aby Marii Antoinettě přispěl na koupi drahého náhrdelníku. Jeanne měla být touto koupí pověřena. Kardinál ve skutečnosti netušil, že toto celé je pouhý výmysl a že se stal obětí hraběnčina podvodu.

### Koupě
Paní De la Motte využila pozoruhodné podoby Marie Antoinetty s prostitutkou jménem Marie Nicole Leguayová. Kardinál se s královninou dvojnicí tajně sešel, přičemž si vzájemně vyměnili milostné dopisy a Marie Nicolle kardinálovi ještě předala pověření ke koupi šperku podepsané „Marii Antoinettou Francouzskou“. Pověření bylo samozřejmě falešné, stejně jako podoba podpisu, neboť pravá královna se podepisuje pouze křestním jménem.
1. srpna 1785 navštívil kardinál Rohan firmu Böhmer-Bassenge. Pověřen falešnými listinami oznámil klenotníkům, že Marie Antoinetta žádá o tříměsíční odklad první splátky a odevzdal jim jako záruku 35 000 livrů, kterými se královně chtěl zavděčit. Charles Böhmer ještě toho dne navštívil Versailles a domáhal se zaplacení. Tak bylo zjištěno, že královna byla podvedena a ve skutečnosti si náhrdelník nekoupila.
Jeanne de la Motte s pomocí svého manžela a milence šperk rozebrala a po jednotlivých diamantech jej prodávala na černém trhu.

### Odhalení
15. srpna 1785 byl kardinál předvolán do Versailles, kde královskému páru osvětlil průběh celého incidentu. Omluvil se královně a zavázal se uhradit náhrdelník celý. Z důvodu královniny nevraživosti k němu byl ovšem de Rohan zatčen a vsazen do vězení v Bastile. O tři dny později byla zadržena i Jeanne de la Motte.
Dne 22. května 1786 zahájil francouzský parlament vyšetřování. Zprostil kardinála všech obvinění. Jeanne de la Motte ovšem odsoudil k veřejnému bičování, vypálení cejchu ve tvaru písmene V jakou voleuse – zlodějka – na obě ramena a doživotnímu žaláři. Hraběnka záhadně po desetiměsíčním věznění uprchla do Anglie. Zde se shledala se svým manželem a vydala Paměti, v nichž se marně pokoušela ospravedlnit svůj čin. Rozhodně nestrádala – náhrdelník totiž hrabě de la Motte vzal s sebou do Londýna. I přes pro hraběnku pozitivní konec celé aféry v záchvatu šílenství zanedlouho vyskočila z okna a zemřela.

## Dopad aféry
Podvod získal publicitu a stal se z něj skandál. Královna v něm sice figurovala nevinně, ale lid si na jeho základě ještě zřetelněji uvědomil kontrast mezi marnotratnou šlechtou a vlastní bídou. Několik dní po procesu při příležitosti děkovné bohoslužby za narození jejího druhého syna přivítal královnu ledový chlad pařížských občanů, při návštěvě divadla ji publikum dokonce vypískalo. V reakci na toto chování se Marie Antoinetta vzdala hýřivého života i zábavy ve společnosti a více se stáhla do soukromí zámečku Trianon. Bohužel bylo již příliš pozdě a nepokoje mezi lidem více a více stoupaly.

## Ohlas v kultuře
Náhrdelníková aféra inspirovala některá díla:
- Román Královnin náhrdelník francouzského spisovatele Alexandra Dumase staršího
  - Filmová adaptace románu Black magic z roku 1949 režírovaná  Gregorim Ratoffem a Orsonem Wellesem
- Film Aféra s náhrdelníkem z roku 2001 amerického režiséra Charlese Shyera